# 1113
Il 1113 (MCXIII in numeri romani) è un anno  del XII secolo.

## Eventi
15 febbraio - Papa Pasquale II riconosce l'ordine dei Cavalieri Ospitalieri di San Giovanni in Gerusalemme, il più antico degli Ordini religiosi cavallereschi.

## Nati
- 10 febbraio - 'Abd al-Karim al-Sam'ani, genealogista arabo († 1166)
- 24 agosto - Goffredo V d'Angiò, conte († 1151)
- Rawal Jaisal, indiano († 1168)
- Isacco Comneno, bizantino
- Raimondo Berengario IV di Barcellona, conte († 1162)
- Shun'e, monaco buddista e poeta giapponese

## Morti
- 9 marzo - Sigfrido I di Weimar-Orlamünde, nobile tedesco
- 13 aprile - Ida di Boulogne, religiosa francese (n. 1040)
- 16 aprile - Svjatopolk II di Kiev, sovrano (n. 1050)
- 19 giugno - Oddone di Tournai, religioso, vescovo e teologo francese (n. 1060)
- 8 luglio - Zbigniew di Polonia, sovrano polacco (n. 1070)
- 12 luglio - Ranieri, vescovo italiano
- 4 agosto - Gertrude Billung, nobile tedesca (n. 1028)
- 2 ottobre - Mawdud, condottiero turco
- Aicardo di Arles, arcivescovo cattolico e monaco cristiano francese
- Bernardo III di Bigorre, nobile franco
- Johannes Defuk, vescovo cattolico tedesco
- Gerardo I di Rossiglione, militare franco
- Liprando, presbitero italiano
- Pazzino de' Pazzi, cavaliere medievale
- Roberto di Conversano, conte
- Al-Abiwardi, poeta e storico persiano (n. 1064)

## Calendario
| Calendario 1113 | Calendario 1113 | Calendario 1113 | Calendario 1113 | Calendario 1113 | Calendario 1113 | Calendario 1113 | Calendario 1113 | Calendario 1113 | Calendario 1113 | Calendario 1113 | Calendario 1113 | Calendario 1113 | Calendario 1113 | Calendario 1113 | Calendario 1113 | Calendario 1113 | Calendario 1113 | Calendario 1113 | Calendario 1113 | Calendario 1113 | Calendario 1113 | Calendario 1113 | Calendario 1113 | Calendario 1113 | Calendario 1113 | Calendario 1113 | Calendario 1113 | Calendario 1113 | Calendario 1113 | Calendario 1113 | Calendario 1113 | Calendario 1113 |
| --------------- | --------------- | --------------- | --------------- | --------------- | --------------- | --------------- | --------------- | --------------- | --------------- | --------------- | --------------- | --------------- | --------------- | --------------- | --------------- | --------------- | --------------- | --------------- | --------------- | --------------- | --------------- | --------------- | --------------- | --------------- | --------------- | --------------- | --------------- | --------------- | --------------- | --------------- | --------------- | --------------- |
|                 | 1               | 2               | 3               | 4               | 5               | 6               | 7               | 8               | 9               | 10              | 11              | 12              | 13              | 14              | 15              | 16              | 17              | 18              | 19              | 20              | 21              | 22              | 23              | 24              | 25              | 26              | 27              | 28              | 29              | 30              | 31              |                 |
| Gennaio         | Me              | Gi              | Ve              | Sa              | Do              | Lu              | Ma              | Me              | Gi              | Ve              | Sa              | Do              | Lu              | Ma              | Me              | Gi              | Ve              | Sa              | Do              | Lu              | Ma              | Me              | Gi              | Ve              | Sa              | Do              | Lu              | Ma              | Me              | Gi              | Ve              |                 |
| Febbraio        | Sa              | Do              | Lu              | Ma              | Me              | Gi              | Ve              | Sa              | Do              | Lu              | Ma              | Me              | Gi              | Ve              | Sa              | Do              | Lu              | Ma              | Me              | Gi              | Ve              | Sa              | Do              | Lu              | Ma              | Me              | Gi              | Ve              |                 |                 |                 |                 |
| Marzo           | Sa              | Do              | Lu              | Ma              | Me              | Gi              | Ve              | Sa              | Do              | Lu              | Ma              | Me              | Gi              | Ve              | Sa              | Do              | Lu              | Ma              | Me              | Gi              | Ve              | Sa              | Do              | Lu              | Ma              | Me              | Gi              | Ve              | Sa              | Do              | Lu              |                 |
| Aprile          | Ma              | Me              | Gi              | Ve              | Sa              | Do              | Lu              | Ma              | Me              | Gi              | Ve              | Sa              | Do              | Lu              | Ma              | Me              | Gi              | Ve              | Sa              | Do              | Lu              | Ma              | Me              | Gi              | Ve              | Sa              | Do              | Lu              | Ma              | Me              |                 |                 |
| Maggio          | Gi              | Ve              | Sa              | Do              | Lu              | Ma              | Me              | Gi              | Ve              | Sa              | Do              | Lu              | Ma              | Me              | Gi              | Ve              | Sa              | Do              | Lu              | Ma              | Me              | Gi              | Ve              | Sa              | Do              | Lu              | Ma              | Me              | Gi              | Ve              | Sa              |                 |
| Giugno          | Do              | Lu              | Ma              | Me              | Gi              | Ve              | Sa              | Do              | Lu              | Ma              | Me              | Gi              | Ve              | Sa              | Do              | Lu              | Ma              | Me              | Gi              | Ve              | Sa              | Do              | Lu              | Ma              | Me              | Gi              | Ve              | Sa              | Do              | Lu              |                 |                 |
| Luglio          | Ma              | Me              | Gi              | Ve              | Sa              | Do              | Lu              | Ma              | Me              | Gi              | Ve              | Sa              | Do              | Lu              | Ma              | Me              | Gi              | Ve              | Sa              | Do              | Lu              | Ma              | Me              | Gi              | Ve              | Sa              | Do              | Lu              | Ma              | Me              | Gi              |                 |
| Agosto          | Ve              | Sa              | Do              | Lu              | Ma              | Me              | Gi              | Ve              | Sa              | Do              | Lu              | Ma              | Me              | Gi              | Ve              | Sa              | Do              | Lu              | Ma              | Me              | Gi              | Ve              | Sa              | Do              | Lu              | Ma              | Me              | Gi              | Ve              | Sa              | Do              |                 |
| Settembre       | Lu              | Ma              | Me              | Gi              | Ve              | Sa              | Do              | Lu              | Ma              | Me              | Gi              | Ve              | Sa              | Do              | Lu              | Ma              | Me              | Gi              | Ve              | Sa              | Do              | Lu              | Ma              | Me              | Gi              | Ve              | Sa              | Do              | Lu              | Ma              |                 |                 |
| Ottobre         | Me              | Gi              | Ve              | Sa              | Do              | Lu              | Ma              | Me              | Gi              | Ve              | Sa              | Do              | Lu              | Ma              | Me              | Gi              | Ve              | Sa              | Do              | Lu              | Ma              | Me              | Gi              | Ve              | Sa              | Do              | Lu              | Ma              | Me              | Gi              | Ve              |                 |
| Novembre        | Sa              | Do              | Lu              | Ma              | Me              | Gi              | Ve              | Sa              | Do              | Lu              | Ma              | Me              | Gi              | Ve              | Sa              | Do              | Lu              | Ma              | Me              | Gi              | Ve              | Sa              | Do              | Lu              | Ma              | Me              | Gi              | Ve              | Sa              | Do              |                 |                 |
| Dicembre        | Lu              | Ma              | Me              | Gi              | Ve              | Sa              | Do              | Lu              | Ma              | Me              | Gi              | Ve              | Sa              | Do              | Lu              | Ma              | Me              | Gi              | Ve              | Sa              | Do              | Lu              | Ma              | Me              | Gi              | Ve              | Sa              | Do              | Lu              | Ma              | Me              |                 |